# 末吉裕一郎
末吉 裕一郎（すえよし ゆういちろう、1962年3月11日 - ）は、日本の男性アニメーター、キャラクターデザイナー。岡山県出身。血液型A型。別名義に岡山太郎、大木銀太郎がある。

## 人物
スタジオ古留美、OH!プロダクションを経てフリーとなる。1995年に同業者の高倉佳彦の紹介で参加した映画『クレヨンしんちゃん』ではキャラクターデザインや設定デザインを担当し、以後のシリーズでビジュアル面を大きく支える他、原画マンとして大量のカットを受け持つなど重要な存在となっている。その縁で、現在に至るまでシンエイ動画の作品を中心に参加している。
動きのある画を得意としており、その作画技術は後進アニメーターである湯浅政明に大きく影響されているという。2004年には湯浅政明監督作品の『マインド・ゲーム』で総作画監督を担当している。
監督の本郷みつるを始め『クレヨンしんちゃん』スタッフが多く参加した『キズナ一撃』ではキャラクターデザインのほかに原案も担当した。
アニメ監督の原恵一からもその技量を買われており、2007年7月公開の映画『河童のクゥと夏休み』ではキャラクターデザインを任された。

## 参加作品

### テレビアニメ
| 放映年        | タイトル                          | 役職                                  |
| ------------- | --------------------------------- | ------------------------------------- |
| 1979年-2005年 | ドラえもん (1979年のテレビアニメ) | 原画                                  |
| 1986年        | 宇宙船サジタリウス                | 原画                                  |
| 1986年        | メイプルタウン物語                | 原画                                  |
| 1988年        | ビックリマン                      | 原画                                  |
| 1988年-1996年 | キテレツ大百科                    | 作画監督・原画                        |
| 1989年        | T・Pぼん                          | 作画監督                              |
| 1992年-現在   | クレヨンしんちゃん                | 作画監督・原画 / OP・ED作画監督・原画 |
| 1997年-2002年 | ポケットモンスター                | 原画                                  |
| 1997年-1998年 | 忍ペンまん丸                      | キャラクターデザイン                  |
| 1998年-1999年 | ヨシモトムチッ子物語              | キャラクターデザイン                  |
| 1999年-2001年 | キョロちゃん                      | 作画監督                              |
| 2000年-2001年 | メダロット魂                      | OP作画監督                            |
| 2001年        | ジャングルはいつもハレのちグゥ    | 原画                                  |
| 2002年        | あたしンち                        | 原画                                  |
| 2005年        | 撲殺天使ドクロちゃん              | OP原画                                |
| 2005年        | ドラえもん (2005年のテレビアニメ) | 原画                                  |
| 2008年        | カイバ                            | OP原画                                |
| 2008年        | 魔法遣いに大切なこと 〜夏のソラ〜 | 作画                                  |
| 2010年        | SHIN-MEN                          | 作画監督・原画                        |
| 2014年        | 怪盗ジョーカー                    | ゲストキャラクターデザイン・OP原画    |
| 2017年        | 笑ゥせぇるすまんNEW               | 作画監督                              |

### 劇場アニメ
| 放映年 | タイトル                                                                   | 役職                                               |
| ------ | -------------------------------------------------------------------------- | -------------------------------------------------- |
| 1985年 | ドラえもん のび太の宇宙小戦争                                              | 原画                                               |
| 1994年 | グスコーブドリの伝記                                                       | 原画                                               |
| 1994年 | クレヨンしんちゃん ブリブリ王国の秘宝                                      | 原画                                               |
| 1995年 | 2112年 ドラえもん誕生                                                      | 原画                                               |
| 1995年 | クレヨンしんちゃん 雲黒斎の野望                                            | 原画                                               |
| 1996年 | クレヨンしんちゃん ヘンダーランドの大冒険                                  | 原画                                               |
| 1996年 | ドラミ&ドラえもんズ ロボット学校七不思議!?                                 | 原画                                               |
| 1997年 | クレヨンしんちゃん 暗黒タマタマ大追跡                                      | 原画                                               |
| 1998年 | クレヨンしんちゃん 電撃!ブタのヒヅメ大作戦                                 | 原画                                               |
| 1999年 | クレしんパラダイス! メイド・イン・埼玉                                     | 作画                                               |
| 1999年 | クレヨンしんちゃん 爆発!温泉わくわく大決戦                                 | 原画                                               |
| 2000年 | クレヨンしんちゃん 嵐を呼ぶジャングル                                      | 原画                                               |
| 2001年 | クレヨンしんちゃん 嵐を呼ぶ モーレツ!オトナ帝国の逆襲                      | キャラクターデザイン・原画                         |
| 2002年 | クレヨンしんちゃん 嵐を呼ぶ アッパレ!戦国大合戦                            | キャラクターデザイン・原画                         |
| 2003年 | クレヨンしんちゃん 嵐を呼ぶ 栄光のヤキニクロード                           | キャラクターデザイン・原画                         |
| 2003年 | あたしンち                                                                 | 原画                                               |
| 2003年 | ドラえもん のび太とふしぎ風使い                                            | 原画                                               |
| 2003年 | Pa-Pa-Pa ザ★ムービー パーマン タコDEポン!アシHAポン!                       | 原画                                               |
| 2004年 | ドラえもん のび太のワンニャン時空伝                                        | 原画                                               |
| 2004年 | マインド・ゲーム                                                           | キャラクターデザイン・総作画監督、神様役           |
| 2004年 | クレヨンしんちゃん 嵐を呼ぶ!夕陽のカスカベボーイズ                         | キャラクターデザイン・原画                         |
| 2005年 | クレヨンしんちゃん 伝説を呼ぶブリブリ 3分ポッキリ大進撃                    | 怪獣デザイン・原画・ED作画                         |
| 2006年 | クレヨンしんちゃん 伝説を呼ぶ 踊れ!アミーゴ!                               | 原画                                               |
| 2007年 | クレヨンしんちゃん 嵐を呼ぶ 歌うケツだけ爆弾!                              | キャラクターデザイン・設定デザイン・原画・ED作画   |
| 2007年 | 河童のクゥと夏休み                                                         | キャラクターデザイン・作画監督                     |
| 2008年 | クレヨンしんちゃん ちょー嵐を呼ぶ 金矛の勇者                               | キャラクターデザイン・原画                         |
| 2008年 | 崖の上のポニョ                                                             | 原画                                               |
| 2009年 | 映画ドラえもん 新・のび太の宇宙開拓史                                      | 原画                                               |
| 2009年 | クレヨンしんちゃん オタケベ!カスカベ野生王国                               | キャラクターデザイン・原画・ED作画                 |
| 2010年 | カラフル                                                                   | 原画                                               |
| 2010年 | クレヨンしんちゃん 超時空!嵐を呼ぶオラの花嫁                               | キャラクターデザイン                               |
| 2011年 | キズナ一撃                                                                 | ストーリー原案・キャラクターデザイン・総作画監督   |
| 2011年 | クレヨンしんちゃん 嵐を呼ぶ黄金のスパイ大作戦                              | キャラクターデザイン・原画・ED作画                 |
| 2012年 | 映画ドラえもん のび太と奇跡の島 〜アニマル アドベンチャー〜                | 原画                                               |
| 2012年 | クレヨンしんちゃん 嵐を呼ぶ!オラと宇宙のプリンセス                         | キャラクターデザイン・原画                         |
| 2012年 | おおかみこどもの雨と雪                                                     | 原画                                               |
| 2013年 | 映画ドラえもん のび太のひみつ道具博物館                                    | 原画                                               |
| 2013年 | クレヨンしんちゃん バカうまっ!B級グルメサバイバル!!                        | キャラクターデザイン・原画・作画監督補・ED作画     |
| 2014年 | 映画ドラえもん 新・のび太の大魔境 〜ペコと5人の探検隊〜                    | 原画                                               |
| 2014年 | クレヨンしんちゃん ガチンコ!逆襲のロボとーちゃん                           | 原画                                               |
| 2015年 | 映画ドラえもん のび太の宇宙英雄記                                          | 原画                                               |
| 2015年 | クレヨンしんちゃん オラの引越し物語 サボテン大襲撃                         | キャラクターデザイン・作画監督・原画               |
| 2016年 | 映画ドラえもん 新・のび太の日本誕生                                        | 原画                                               |
| 2016年 | クレヨンしんちゃん 爆睡!ユメミーワールド大突撃                             | 作画監督・原画                                     |
| 2017年 | クレヨンしんちゃん 襲来!!宇宙人シリリ                                      | キャラクターデザイン・作画監督・原画               |
| 2018年 | 映画ドラえもん のび太の宝島                                                | 原画                                               |
| 2018年 | クレヨンしんちゃん 爆盛!カンフーボーイズ〜拉麺大乱〜                       | キャラクターデザイン・作画監督・原画               |
| 2019年 | 映画ドラえもん のび太の月面探査記                                          | 原画                                               |
| 2019年 | クレヨンしんちゃん 新婚旅行ハリケーン 〜失われたひろし〜                   | キャラクターデザイン・作画監督・原画               |
| 2020年 | 映画ドラえもん のび太の新恐竜                                              | 原画                                               |
| 2020年 | クレヨンしんちゃん 激突! ラクガキングダムとほぼ四人の勇者                  | キャラクターデザイン・原画                         |
| 2021年 | クレヨンしんちゃん 謎メキ!花の天カス学園                                   | キャラクターデザイン・原画                         |
| 2022年 | クレヨンしんちゃん もののけニンジャ珍風伝                                  | キャラクターデザイン・作画監督・原画               |
| 2022年 | 犬王                                                                       | 原画                                               |
| 2023年 | 映画ドラえもん のび太と空の理想郷                                          | 原画                                               |
| 2023年 | しん次元! クレヨンしんちゃん THE MOVIE 超能力大決戦 〜とべとべ手巻き寿司〜 | キャラクターデザイン原案                           |
| 2023年 | 窓ぎわのトットちゃん                                                       | 原画                                               |
| 2024年 | 映画ドラえもん のび太の地球交響楽                                          | 原画                                               |
| 2024年 | クレヨンしんちゃん オラたちの恐竜日記                                      | キャラクターデザイン・恐竜作画監督・作画監督・原画 |
| 2024年 | 化け猫あんずちゃん                                                         | レイアウト                                         |
| 2025年 | 映画ドラえもん のび太の絵世界物語                                          | 原画                                               |
| 2025年 | クレヨンしんちゃん 超華麗!灼熱のカスカベダンサーズ                         | キャラクターデザイン・作画監督・原画               |

### OVA
| 発売年 | タイトル                                                     | 役職       |
| ------ | ------------------------------------------------------------ | ---------- |
| 1990年 | 藤子・F・不二雄 SF短編集「幸運児」「ひとりぼっちの宇宙戦争」 | 原画       |
| 2001年 | ねこぢる草                                                   | 原画       |
| 2004年 | アニメーション制作進行くろみちゃん                           | 原画       |
| 2015年 | みんなのどうよう「かもめの水兵さん」                         | 演出・作画 |

### Webアニメ
| 配信年 | タイトル                                         | 役職                                             |
| ------ | ------------------------------------------------ | ------------------------------------------------ |
| 2016年 | クレヨンしんちゃん外伝 エイリアン vs. しんのすけ | キャラクターデザイン・総作画監督・作画監督・原画 |
| 2016年 | クレヨンしんちゃん外伝 おもちゃウォーズ          | キャラクターデザイン・総作画監督                 |
| 2017年 | クレヨンしんちゃん外伝 家族連れ狼                | キャラクターデザイン                             |
| 2017年 | クレヨンしんちゃん外伝 お・お・お・のしんのすけ  | キャラクターデザイン                             |

### その他
| 発売年      | タイトル                     | 役職               |
| ----------- | ---------------------------- | ------------------ |
| 1999年      | なんちゃってバンパイヤン     | 原画               |
| 2008年-現在 | クレヨンしんちゃんカレンダー | 作画               |
| 2016年      | 友よ 〜 この先もずっと…      | Key animator       |
| 2017年      | ロードームービー             | ジャケットデザイン |
| 2018年      | 笑一笑 〜シャオイーシャオ!〜 | ジャケットデザイン |
| 2018年      | マスカット                   | ジャケットデザイン |